# Combat 18
Combat 18 (C18 sau 318) este o organizație teroristă neonazistă înființată în 1992 în Regatul Unit. Cunoscută pentru legăturile cu alte mișcări similare din Canada și Statele Unite ale Americii, organizația este suspectată de implicarea în moartea a numeroși imigranți, persoane de culoare, un polițist german⁠(d) și alți membri ai C18.
La 21 iunie 2019, guvernul Canadei a adăugat Combat 18 - alături de studioul de înregistrări Blood & Honour afiliat acesteia - pe lista organizațiilor teroriste, prima dată când un grup de extremă dreaptă a fost adăugat pe această listă. Membrii din Regatul Unit au interdicția de a lucra în sistemul penitenciar britanic⁠(d), în armată și în poliție. La 23 ianuarie 2020, guvernul german a anunțat că interzice filiala germană a organizației.

## Nume
Numele Combat 18 este adesea prescurtat „C18”. „18” denotă inițialele liderului nazist Adolf Hitler: 1 = A și 8 = H în alfabetul latin⁠(d).

## Istoric
La începutul anului 1992, Partidul Național Britanic⁠(d) (BNP) a înființat Combat 18 cu scopul de a proteja evenimentele organizate de antifasciști. Printre fondatorii săi se aflau Charlie Sargent și Harold Covington. C18 a intrat în atenția publicului la nivel național după amenințările adresate imigranților, minorităților etnice și oamenilor de stânga. În 1992, aceștia au început să publice revista Redwatch⁠(d) unde erau publicate fotografii, nume și adrese ale oponenților politici⁠(d). Combat 18 este o grupare neonazistă care militează respinge sistemul de vot și militează pentru violență, motiv pentru care Sargent a părăsit BNP în 1993.

#### 1997 - uciderea lui Christopher Castle
Sargent a rupt legăturile cu colegii din C18 din cauza acuzațiilor că acesta ar fi lucrat pentru serviciile de informații britanice. Fracțiunea rivală - condusă de  Wilf „The Beast” Browning - i-a cerut lui Sargent să returneze lista cu membri C18 dacă dorește să-și recupereze uneltele de zugrăvit și 1.000 de lire. Totuși, ca urmare a animozității dintre cei doi, s-a stabilit ca schimbul să aibă loc printr-un intermediat, membrul C18 „Carford Christ” Castle, care a fost condus de Browning la casa lui Sargent din Harlow, Essex. Browning a așteptat în mașină în timp ce Castle s-a întâlnit cu Sargent, asociatul său și fostul chitarist al formației Skrewdriver⁠(d) Martin Cross. În acel moment, Cross l-a înjunghiat pe Castle în spate cu un cuțit cu o lamă de 22cm. Browning l-a dus pe Castle la spital cu un taxi, însă medicii nu au reușit să-l salveze și a murit la scurt timp după sosire.
În ciuda încercării lui Sargent de a-l implica pe Browning, acesta a fost condamnat pentru crimă de tribunalul Crown⁠(d) din Chelmsford în anul următor. El și Cross au fost condamnați la închisoare pe viață⁠(d). Cross a rămas în închisoare, iar Sargent - care a fost eliberat condiționat o perioadă - a fost închis din nou în weekendul din 15 noiembrie 2014.